# Paul Ehrenfest
Paul Ehrenfest (født 18. januar 1880, død 25. september 1933) var en østrigsk fysiker og matematiker, som fik hollandsk statsborgerskab 24. marts 1922. Hans betydningsfulde videnskabelige produktion var indenfor statistisk mekanik i en kvantemekanik formulering, herunder teorien for faseovergange og Ehrenfests teorem. Den 21. december 1904 blev han gift med den russiske matematiker Tatyana Alexeyevna Afanasyeva (1876–1964), der også blev hans nære samarbejdspartner. De fik to døtre og to sønner: Tatyana ('Tanja') (1905–1984), som også blev matematiker; Galinka ('Galja') (1910–1979), blev børnebogsforfatter/illustrator; Paul Jr. ('Pavlik') (1915–1939), blev fysiker; og Vassily ('Wassik') (1918–1933).